# اریک لالوئت
اریک لالوئت (فرانسوی: Éric Lalouette‎؛ زادهٔ ۵ دسامبر ۱۹۵۱) دوچرخه‌سوار اهل فرانسه است.